# Syneches shirozui
Syneches shirozui är en tvåvingeart som beskrevs av Saigusa 1963. Syneches shirozui ingår i släktet Syneches och familjen puckeldansflugor. Inga underarter finns listade i Catalogue of Life.